# Parmena (насекомые)
Parmena (лат.) — род жуков-усачей из подсемейства ламиин.

## Описание
Четвёртый членик усиков гораздо короче третьего. Надкрылья без волосяной щётки.

## Систематика
В составе рода:
- Parmena aurora Danilevsky, 1980
- Parmena balearica Vives, 1998
- Parmena balteus (Linnaeus, 1767)
- Parmena bicincta (Kester, 1849)
- Parmena breuningi Vives, 1979
- Parmena cruciata Pic, 1912
- Parmena lukati Sama, 1994
- Parmena meregallii Sama, 1984
- Parmena mutilloides Pesarini & Sabbadini, 1992
- Parmena novaki Sama, 1997
- Parmena pontocircassica Danilevsky et Miroshnikov, 1985
- Parmena pubescens (Dalman, 1817)
- Parmena sericata Sama, 1996
- Parmena slamai Sama, 1986
- Parmena solieri Mulsant, 1839
- Parmena striatopunctata Sama, 1994
- Parmena subpubescens Hellrigl, 1971